# Hotel Cap Juluca
El Hotel Cap Juluca (en inglés: Cap Juluca Hotel) es un complejo de cinco estrellas en el Cabo Juluca (Cap Juluca), Anguila. Se le hizo una renovación de $ 28 millones. El hotel original estaba situado en un edificio de estuco blanco, con arcos de herradura y bóvedas. El complejo ha sido muy aclamado en varias publicaciones, y es calificado como uno de los 5 mejores Hoteles Resort en el Mar Caribe por Yachting Magazine y fue incluida en la Lista de Oro de 2010 de la revista Condé Nast Traveler.